# Šatornja
Šatornja är en ort i Kroatien.   Den ligger i länet Moslavina, i den centrala delen av landet, 50 km söder om huvudstaden Zagreb. Šatornja ligger 127 meter över havet och antalet invånare är 169.
Terrängen runt Šatornja är platt.  Trakten runt Šatornja är nära nog obefolkad, med mindre än två invånare per kvadratkilometer. Närmaste större samhälle är Glina, 6,9 km öster om Šatornja. I omgivningarna runt Šatornja växer i huvudsak lövfällande lövskog.